# Muzeum Plakatu w Wilanowie
Muzeum Plakatu w Wilanowie – muzeum znajdujące się przy ul. Stanisława Kostki Potockiego 10/16 w warszawskim Wilanowie. Oddział Muzeum Narodowego w Warszawie.

## Historia i zbiory
Placówka znajduje się na terenie zespołu pałacowo-ogrodowego w Wilanowie w miejscu dawnej ujeżdżalni pałacowej, dzieła architekta Franciszka Marii Lanciego (1848), po której pamiątką jest elewacja frontowa budynku muzeum. Później została rozbudowana o Nową Galerię.
Muzeum, będące oddziałem Muzeum Narodowego w Warszawie, zostało otwarte 4 czerwca 1968. Było to pierwsze muzeum plakatu na świecie.

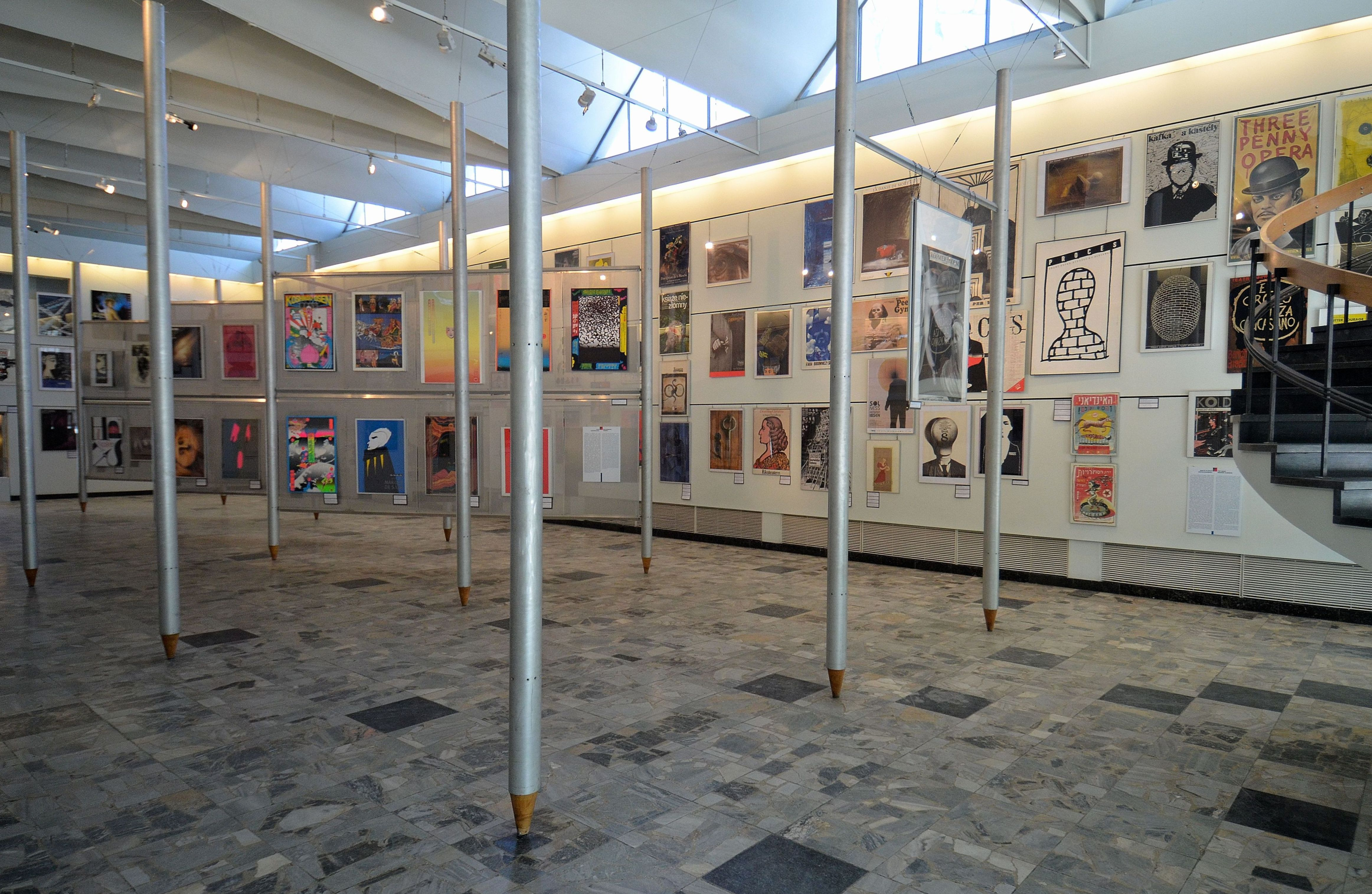
Fragment ekspozycji w Muzeum Plakatu

W swych zbiorach posiada około 62 000 prac. Znajdują się wśród nich m.in. kolekcje plakatu polskiego oraz plakatu obcego z całego świata od końca XIX wieku do współczesności, w tym kolekcja Polskiej Szkoły Plakatu. W zbiorach muzeum znajdują się prace m.in. Pabla Picassa, Andy'ego Warhola i Stasysa Eidrigevičiusa.
Muzeum organizuje wystawy czasowe wybitnych twórców plakatu z całego świata, a także współpracuje z muzeami artystycznymi i galeriami na całym świecie.
Muzeum było organizatorem Międzynarodowego Biennale Plakatu. Na organizowanej co dwa lata wystawie pojawiały się plakaty wielu znanych artystów takich jak Jan Młodożeniec, Henryk Tomaszewski, Roman Cieślewicz, Waldemar Świerzy, Franciszek Starowieyski, Wiesław Rosocha, Jan Sawka, Jan Lenica i Hiroshi Tanaka.
W 2018 z okazji 50-lecia Muzeum zorganizowano wystawę „+ - 1968”, na której pokazano prace m.in. Andy'ego Warhola, Roya Lichtensteina, Roberta Indiany oraz Franka Stelli.